# Поуст (Тексас)
Поуст (енгл. Post) град је у америчкој савезној држави Тексас. Налази се у округу Гарза, чије је седиште. По попису становништва из 2010. у њему је живело 5.376 становника.

## Демографија
Према попису становништва из 2010. у граду је живело 5.376 становника, што је 1.668 (45,0%) становника више него 2000. године.
| Група             | 2000.         | 2010.         |
| Белци             | 1.885 (50,8%) | 2.177 (40,5%) |
| Афроамериканци    | 203 (5,5%)    | 397 (7,4%)    |
| Азијати           | 4 (0,1%)      | 7 (0,1%)      |
| Хиспаноамериканци | 1.581 (42,6%) | 2.775 (51,6%) |
| Укупно            | 3.708         | 5.376         |